# Waihirere Waterfall
Der Waihirere Waterfall ist ein Wasserfall im Gisborne District auf der Nordinsel Neuseelands. Er liegt im Lauf des Nukutaharua Stream, der hinter dem Wasserfall in nordöstlicher Fließrichtung in die Hicks Bay mündet. Seine Fallhöhe beträgt 86 Meter. Der Waimate Waterfall befindet sich wenige hundert Meter westlich in einem anderen Bachlauf.